# Barcolana
Barcolana (slo. Barkovljanka ili Jesenski pokal) je jedriličarska regata u blizini sjevernotalijanskog lučkog grada Trsta. S oko 2.000 sudionika jedna od najvećih jedriličarskih regata na svijetu.
Najveća i jedna od najstarijih regata na Jadranu.
Od 1969. godine regata se odvija svake druge nedjelje u listopadu u Tršćanskom zaljevu. 

## Vanjske poveznice
- (tal.) barcolana.it